# Bryum timmiostomoides
Bryum timmiostomoides là một loài rêu trong họ Bryaceae. Loài này được H. Philib. mô tả khoa học đầu tiên năm 1898.